# Samsara (pel·lícula)
Samsara és una pel·lícula gallega dirigida per Lois Patiño que es va estrenar el 2023. La pel·lícula va guanyar el Premi Especial del Jurat a la secció Encounters del Festival Internacional de Cinema de Berlín. S'ha subtitulat al català.

## Sinopsi
Als temples budistes de Luang Prabang, a Laos, els monjos adolescents guien les ànimes en trànsit d'un cos a un altre a través d'un text, el Bardo Thodol. L'ànima d'una anciana es reencarna en el cos d'una cabra a les platges de Zanzíbar, on grups de dones treballen en granges d'algues.

## Repartiment
- Amid Keomany
- Simone Milavanh
- Mariam Vuaa Mtego
- Juwairiya Idrisa Uwesu
- Toumor Xiong

## Producció
La pel·lícula està ambientada i rodada a Laos.